# Alomnesia
La alomnesia o ilusión de memoria es un desorden de la memoria que implica distorsiones en los recuerdos de una situación pasada. Es generalmente un fenómeno fisiológico que se encuentra ocasionalmente en la mayor parte de sujetos. Patológicamente, se asocia frecuentemente con trastornos del estado de ánimo, como depresión o manía y en esquizofrenia, paranoia u otros tipos de delirio. El tratamiento se basa en la identificación de la causa de la enfermerdad y el tratamiento de la misma. 